# Осьечко-Бараньска
Осьечко-Бараньска, Осиекско-Бараньская жупания (хорв. Osječko-baranjska županija) — жупания на северо-востоке Хорватии, на территории северо-восточной Славонии и принадлежащей Хорватии части региона Баранья (к северу от Дравы). Административный центр жупании — город Осиек.

## География
Площадь жупании — 4155 км². На юге граничит с жупанией Бродско-Посавска, на юго-востоке — с Вуковарско-Сриемска, на западе — с Пожешко-Славонска и на северо-западе — с Вировитичко-Подравска. На севере жупания граничит с Венгрией, на востоке с Сербией (здесь граница проходит по Дунаю).
Территория жупании низменна, почвы плодородные. По центральной части жупании протекает река Драва, которая впадает в Дунай восточнее Осиека. На северо-востоке жупании расположен природный парк Копачки-Рит.

## Население
В соответствии с данными переписи 2001 года, на территории жупании проживало 330 506 человек. Национальный состав населения жупании: 83,89 % хорваты, 8,73 % сербы, 2,96 % венгры, 0,65 % словаки, 0,30 % цыгане, 0,29 % немцы, 0,26 % албанцы, 0,15 % словенцы, 0,12 % боснийцы, 0,11 % черногорцы, 0,10 % евреи.

## Административное деление
В административном отношении жупания делится на 25 муниципальных образования (7 городов, 35 общин):
- Город Осиек, столица жупании, население 90 411 человек
- Город Джяково, 20 912 человек
- Город Бели-Манастир, 8671 человек
- Город Нашице, 8173 человека
- Город Валпово, 7904 человек
- Город Белишче, 7197 человек
- Город Дони-Михоляц, 6680 человек
- Община Антуновац
- Община Бизовац
- Община Билье
- Община Вильево
- Община Вишковцы
- Община Владиславци
- Община Вука
- Община Горьяни
- Община Дарда
- Община Джурдженовац
- Община Донья-Мотичина
- Община Драж
- Община Дренье
- Община Кнежеви Виногради
- Община Кошка
- Община Леваньска Варош
- Община Магаденовац
- Община Мариянчи
- Община Петловац
- Община Петриевичи
- Община Подгорац
- Община Подравска Мославина
- Община Поповац
- Община Пунитовци
- Община Сатница Джяковачка
- Община Семельчи
- Община Стриживойна
- Община Трнава
- Община Феричанци
- Община Чеминац
- Община Чепин
- Община Шодоловци
- Община Эрдут
- Община Эрнестиново
- Община Ягодняк